# Scott Pembroke
Pour les articles homonymes, voir Pembroke.
Scott Pembroke est un réalisateur, acteur et scénariste américain né le 13 septembre 1889 à San Francisco en Californie (États-Unis), décédé le 21 février 1951 à Pasadena (États-Unis).

## Filmographie

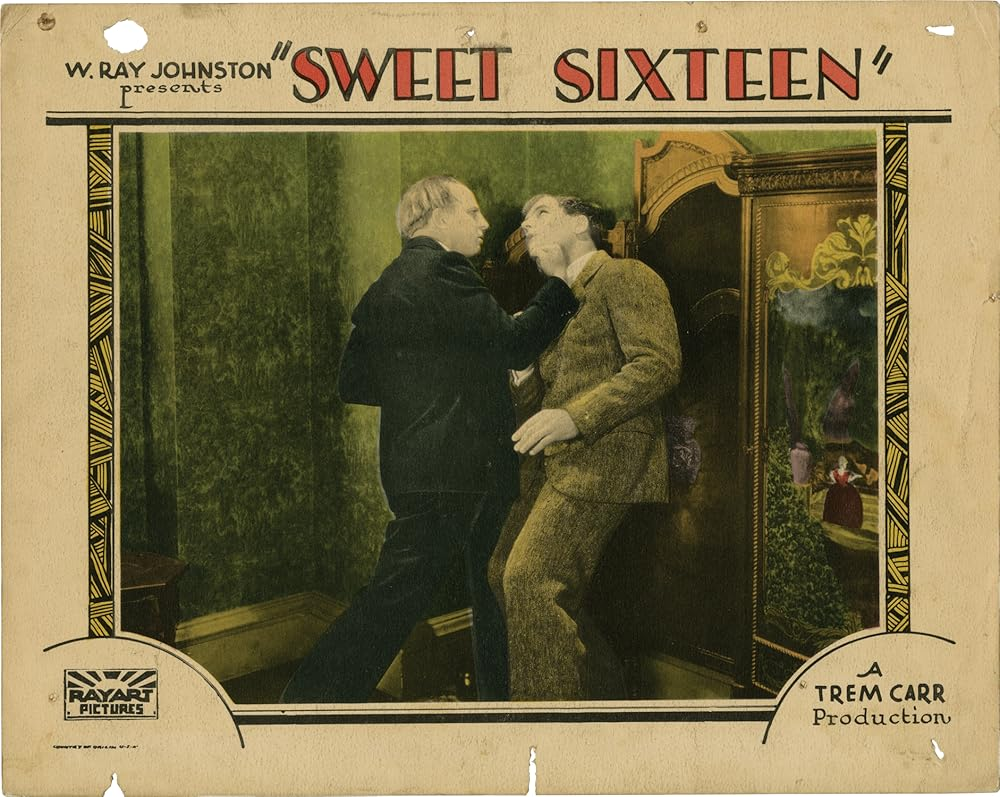
Affiche du film Sweet Sixteen (1928).

### En tant que réalisateur
- 1920 : June Madness
- 1923 : Kill or Cure
- 1923 : Gas and Air
- 1923 : Super service (Short Orders)
- 1923 : Let's Build
- 1923 : Hustlin' Hank
- 1924 : One of the Family
- 1924 : Bottle Babies
- 1924 : Rupert of Hee Haw
- 1924 : Love and Learn
- 1924 : Never Say Never
- 1924 : Mandarin Mix-Up
- 1924 : Detained
- 1924 : Monsieur Don't Care
- 1924 : Heebie Jeebie
- 1924 : West of Hot Dog
- 1925 : Ça ne va pas ! (Somewhere in Wrong)
- 1925 : Oh, What a Flirt!
- 1925 : Twins
- 1925 : Pie-Eyed
- 1925 : The Snow Hawk
- 1925 : Navy Blue Days
- 1925 : Dr. Pyckle and Mr. Pryde
- 1926 : Hard Boiled Yeggs
- 1926 : Heavy Love
- 1926 : A Fraternity Mixup
- 1926 : The Hurricane
- 1926 : Too Many Babies
- 1926 : She's a Prince
- 1926 : Honeymooning with Ma
- 1926 : And George Did!
- 1926 : Black and Blue Eyes
- 1926 : Motor Trouble
- 1926 : Vamping Babies
- 1926 : Adorable Dora
- 1926 : What! No Spinach?
- 1926 : Danger Ahead
- 1926 : Why Pay Rent?
- 1927 : Cactus Trails
- 1927 : George Runs Wild
- 1927 : Some More Excuses
- 1927 : Jane's Honeymoon
- 1927 : The Terror of Bar X
- 1927 : Jane's Hubby
- 1927 : Keeping His Word
- 1927 : That's No Excuse
- 1927 : George's Many Loves
- 1927 : Jane's Relations
- 1927 : For Ladies Only
- 1927 : Galloping Thunder
- 1927 : Plain Jane
- 1927 : Ragtime
- 1927 : Polly of the Movies
- 1927 : A Light in the Window
- 1928 : The Law and the Man
- 1928 : Gypsy of the North
- 1928 : My Home Town
- 1928 : The Branded Man
- 1928 : The Divine Sinner
- 1928 : Sweet Sixteen
- 1928 : Sisters of Eve
- 1928 : The Black Pearl
- 1929 : Destin de femme (Should a Girl Marry?)
- 1929 : Shanghai Rose
- 1929 : Brothers
- 1929 : Two Sisters
- 1930 : The Last Dance
- 1930 : The Medicine Man
- 1930 : The Jazz Cinderella
- 1936 : Sur la piste d'Oregon (The Oregon Trail)
- 1937 : Telephone Operator

### En tant qu'acteur
- 1914 : The Hazards of Helen
- 1915 : Lone Larry
- 1917 : Officer, Call a Cop
- 1917 : The Girl Who Won Out : Chester Noble
- 1919 : Sue of the South : Donald Peyton
- 1920 : Putting It Over
- 1921 : Tee Time
- 1921 : Seeing Is Believing
- 1921 : On with the Show
- 1921 : The Heart of Arizona
- 1921 : The Girl in the Saddle
- 1921 : The Shadow of Suspicion
- 1921 : Winners of the West (en) d'Edward Laemmle : Louis Blair
- 1921 : The Adventures of Tarzan : Clayton
- 1921 : The Room of Death
- 1922 : The Night Attack
- 1922 : The Trail of the Wolf
- 1922 : The Adventures of Robinson Crusoe
- 1922 : The Call of Courage
- 1922 : A Treacherous Rival
- 1922 : Two Men
- 1923 : Her Dangerous Path : Dr. Harrison
- 1924 : Never Say Never

### En tant que scénariste
- 1926 : Hard Boiled Yeggs
- 1930 : The Jazz Cinderella
- 1932 : Okay, America!, de Tay Garnett
- 1933 : Son dernier combat (en) (King for a Night) de Kurt Neumann
- 1937 : Cotton Queen
- 1942 : Hold 'Em Jail, de Lloyd French